# موريس ألان
موريس ألان (بالإنجليزية: Maurice Allan) هو مصارع هاوي بريطاني، ولد في 30 أكتوبر 1945 في إدنبرة في المملكة المتحدة.

## وصلات خارجية
- موريس ألان على موقع قاعدة بيانات المصارعة الدولية (الإنجليزية)
- موريس ألان على موقع أوليمبيديا (الإنجليزية)